# Edward Bransfield
Edward Bransfield (1785-1852) est un capitaine de la Royal Navy et explorateur britannique.

## Biographie
Edward Bransfield est né à Ballinacurra dans le comté de Cork en Irlande sans doute en 1785. Peu de choses sont connues de son enfance et de son adolescence. En 1803, à tout juste 18 ans, il est enrôlé de force dans la Royal Navy, principale méthode de recrutement à cette époque dans la marine britannique.
Il commence comme matelot sur un vaisseau de ligne de 1e catégorie (110 canons), le Ville de Paris et est classé matelot breveté en 1805. Il est affecté en 1806 au vaisseau de ligne de 1e catégorie (110 canons) Royal Sovereign comme matelot, puis second maître, puis aspirant en 1808, clerk en 1809 et aspirant de nouveau en 1811. En 1812, il atteint le grade de second maître et la même année il passe navigateur sur le Goldfinch, un brick-sloop de la classe Cherokee avec 10 canons et commandé par Sir William Cornwallis.
Entre 1814 et 1816, il est affecté comme navigateur sur plusieurs navires de 5e catégorie (36/38 canons), puis sur le Severn (4e catégorie avec 50 canons) le 21 février 1816, à bord duquel il participe au bombardement d'Alger. 
En septembre 1817, il est nommé navigateur sur l’Andromache, qui est commandé par le capitaine W. H. Shirreff. C'est au cours de cette affectation qu'il est intégré à la nouvelle escadre du Pacifique de la Royal Navy, au large de Valparaíso au Chili.
Le Chili se battait alors pour son indépendance contre l'Espagne, mais Valparaíso avait été négligée pendant la période coloniale et était un endroit ennuyeux et peu hospitalier.

### L'expédition en Antarctique
En 1773 James Cook naviguait aux alentours du cercle antarctique, notant dans son journal qu'il était sans aucun doute le seul avoir franchi cette ligne. L'année suivante, il avait accompli le tour de l'Antarctique et atteint la latitude de 71° 10’, avant d'être obligé de rebrousser chemin à cause des glaces. C'était le point le plus méridional qu'aucun homme n'avait jamais officiellement atteint. Bien qu'il n'ait pas aperçu l’Antarctique, Cook mit définitivement fin aux légendes fantaisistes d'un continent fertile et peuplé entourant le pôle. L’Antarctique perdit alors son intérêt pour l’Amirauté britannique qui reporta son attention sur la recherche du passage du Nord-Ouest dans le Nord canadien. Presque un demi-siècle s'écoulera avant que quiconque ne navigue aussi au sud que Cook.
En 1819, en tentant de passer le cap Horn, William Smith, skipper du navire de commerce britannique le Williams, est poussé vers le sud par des vents contraires et (re)découvre ce qui va être connu ensuite sous le nom des îles Shetland du Sud (ces îles avaient déjà été découvertes par Gabriel de Castilla en mars 1603). Il découvre également des colonies de phoques. La nouvelle va vite faire le tour des ports du sud de l'Argentine et du Chili et de nombreux chasseurs de mammifères marins vont partir s'aventurer dans ces eaux, dont le navigateur américain Nathaniel Palmer. 
Quand les nouvelles de cette découverte atteignent Valparaiso, le capitaine Shirreff de la Royal Navy décide que cela nécessite de plus grandes investigations. Le Williams est affrêté et Shirreff nomme Bransfield, deux enseignes de vaisseau et un chirurgien du navire HMS Slaney, pour explorer les îles récemment découvertes. Smith est réembarqué, servant de pilote à Bransfield. La mission de ce dernier est de savoir si ces îles sont une partie d'un continent ou des îles isolées. Il doit aussi cartographier les ports ou lieux de mouillage, collecter des spécimens de flore et de faune et faire des relevés météorologiques et magnétiques. 

Les îles Shetland du Sud.

Après un court et assez peu venté voyage dans l'océan Antarctique, Bransfield et Smith atteignent les Shetland du Sud. Ils aperçoivent l'île Livingston le 16 janvier 1820. Le 30 janvier, Bransfield débarque sur l'île du Roi-George et en prend officiellement possession au nom du roi George III (Ce dernier venait de mourir le jour d'avant, le 29 janvier 1820). Le navigateur prend la direction du sud-ouest, découvrant l'île de la Déception mais sans l'explorer, ni en prendre possession et l'île Tower. Virant au sud, il traverse ce qui est maintenant connu sous le nom de détroit de Bransfield (ainsi nommé par James Weddell en 1822) et le 30 janvier aperçoit des montagnes de ce qu'il nomme la péninsule de la Trinité, correspondant à l'extrémité de l'actuelle péninsule Antarctique et le point le plus septentrional du continent antarctique. "Ainsi a été découvert l'Antarctique..." écrira l'écrivain britannique Roland Huntford. 
Ce qu'ignore Bransfield, c'est que 2 jours auparavant, le 28 janvier 1820, l'explorateur russe Fabian Gottlieb von Bellingshausen note avoir vu une côte prise dans les glaces à un endroit maintenant connu comme la côte de la Princesse-Martha en’Antarctique Oriental, entre 05° est et 20° ouest. Se basant sur cette découverte 'visuelle', une demande par les autorités russes est posée pour que Bellingshausen soit crédité de la découverte de ce continent. L'américain Nathaniel Palmer, en recherche de site de chasse de phoques, découvre sur cette même période, la péninsule antarctique. 
Bransfield continue ses explorations jusqu'à la mi-mars 1820, découvrant les îles Gibbs, O'Brien (en), Éléphant, Seal et Clarence. Il est également le premier marin à naviguer dans ce qui sera appelé la mer de Weddell.
Il note dans son journal de bord la vue de « 2 hautes montagnes couvertes de neige » à l'extrémité de la péninsule de la Trinité; l’une d'elles sera nommée, en son honneur, Mont Bransfield (en) par Dumont d'Urville. À la différence de Bellingshausen, Bransfield découvre des formations géologiques caractéristiques qui ne peuvent pas être confondues avec des blocs de glace et donc la certitude d'une terre ferme.
Ayant cartographié une partie de la péninsule de la Trinité, Bransfield prend la direction du nord-est et découvre différents secteurs de l’île Éléphant et de l’île Clarence, îles dont il prend possession au nom de la Couronne britannique. Il ne fait pas le tour de l'île Éléphant, mais cartographie toute la côte de l'île Clarence.
De retour à Valparaiso, ses relevés et son journal sont envoyés à l'Amirauté britannique. Cela n'encourage pourtant pas celle-ci, semble-t-il, à s'intéresser de nouveau à l'Antarctique et ce sont 2 éditeurs privés qui publient le récit du voyage historique de Bransfield en 1821. Les cartes originales se trouvent toujours au Département hydrographique de Taunton dans le Somerset, mais le journal de Bransfield a été perdu.
Récemment, le journal d'un des enseignes du vaisseau, Charles Poynter, a été découvert en Nouvelle-Zélande et une partie en a été publiée.[réf. nécessaire]

### Fin de vie
La fin de la vie d'Edward Bransfield est assez méconnue. Il meurt en 1852 à l'âge de 67 ans et est enterré à Brighton au Royaume-Uni.
En 1999, sa tombe, découverte en mauvais état dans la cour d'une église de Brighton, fut rénovée grâce à des donations par Sheila Bransfield, biographe officiel de son ancêtre Edward Bransfield. L'évènement a été marqué par une cérémonie officielle en présence de dignitaires de la Royal Navy.

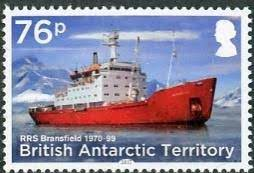
Timbre dédié au navire RRS Bransfield

En 2000, la Poste royale britannique émet un timbre commémoratif en son honneur, mais faute de disposer d’un portrait du navigateur, le timbre représente un navire de surveillance de l'Antarctique de la Royal Navy, le RRS Bransfield.